# غريتا فيلانت
غريتا فيلانت (بالإنجليزية: Greta Vaillant)‏ (1942 - 2000) واسمها عند الولادة جوزيت فيلانت، هي ممثلة ومؤلفة فرنسية. ولدت في مدينة رين بفرنسا، كانت تُسمى أحيانًا غريتا فايان وغريتا فيلونت.
ظهرت غريتا في فيلمها لأول مرة عام 1968، وكانت ممثلةً رئيسيةً لعدة أفلام فرنسية منها بلساموس، لومو دي ساتانا [الإنجليزية] (بالفرنسية: Balsamus, l'uomo di Satana)‏، وهو للمخرج بوبي أفاتي والممثل جياني كافينا [الإنجليزية]. كما عملت مرةً أخرى مع بوبي في فيلم هاوس أوف بليجر فور وومن [الإنجليزية] (بالإنجليزية: House of Pleasure for Women)‏، كما ظهرت في عددٍ من أفلام النوع الإيطالي. كانت في عام 1992 الممثلة الرئيسية في إعلان باريلا التجاري للمخرج فيديريكو فليني. كتبت غريتا في عام 2000 روايتها الوحيدة "Le géant des sable".
توفيت في 7 أبريل 2000 بسبب نوبة قلبية؛ وذلك بعد أسابيع قليلة من نشر روايتها الأولى.

## روابط خارجية
- غريتا فيلانت على موقع IMDb (الإنجليزية)
- غريتا فيلانت على موقع ألو سيني (الفرنسية)
- غريتا فيلانت على موقع قاعدة بيانات الفيلم (الإنجليزية)